# Arapahoe (Wyoming)
Arapahoe is een plaats (census-designated place) in de Amerikaanse staat Wyoming, en valt bestuurlijk gezien onder Fremont County.

## Demografie
Bij de volkstelling in 2000 werd het aantal inwoners vastgesteld op 1766.

## Geografie
Volgens het United States Census Bureau beslaat de plaats een oppervlakte van
81,8 km², waarvan 81,2 km² land en 0,6 km² water. Arapahoe ligt op ongeveer 1507 m boven zeeniveau.

## Plaatsen in de nabije omgeving
De onderstaande figuur toont nabijgelegen plaatsen in een straal van 76 km rond Arapahoe.